# Ancylostoma
Ancylostoma (měchovec) je rod hlístic z čeledi měchovcovitých (Ancylostomatidae). Jedná se o parazity střeva savců, i když během svého larválního vývoje migrují různými tkáněmi hostitele.

## Přehled druhů a jejich hlavních hostitelů
- A. duodenale - člověk a primáti
- A. caninum - pes a psovité šelmy
- A. braziliense - pes, psovité šelmy, kočka, kočkovité šelmy
- A. tubaeforme - kočka a kočkovité šelmy
- A. ceylanicum - pes, kočka
- A. pluridentatum - kočka